# سانت نيوت (كورنوال)
سانت نيوت (بالإنجليزية: St Neot, Cornwall)‏ هي قرية وأبرشية مدنية تقع في المملكة المتحدة في إنجلترا.